# Gingst
Gingst – gmina w Niemczech, w kraju związkowym Meklemburgia-Pomorze Przednie, w powiecie Vorpommern-Rügen, wchodzi w skład urzędu West-Rügen.

## Toponimia
Nazwa, poświadczona po raz pierwszy w formach in taberna Gynxt, Ghynst, Jinxt (1232), Gyngst (1314), Ginst (1322), pochodzi z języka pomorskiego, od słowa *jinste „szron” (por. lit. ýnis). W języku polskim rekonstruowana w formie Jińszcz.